# Noruega al Festival de la Cançó d'Eurovisió 2012
| Edició                   | 2012                                                                                               |
| Televisio(ns) implicades | NRK                                                                                                |
| Nom de la preselecció    | Melodi Grand Prix                                                                                  |
| Dates                    | Les semifinals comencen el 21 de gener de 2012. La final està prevista per l'11 de febrer de 2012. |
| Format                   | Festival obert: tres semifinals i una gran final.                                                  |
| Presentadors             | Per Sundnes i Marte Stokstad                                                                       |
| Nombre de participants   | 24                                                                                                 |

La televisió de Noruega torna a organitzar el seu històric festival de preselecció anomenat Melodi Grand Prix.

## Organització
Qualsevol artista o compositor, sense restriccions de nacionalitat, podia enviar les seves propostes a la NRK fins al 2 de setembre de 2011. El nombre final de cançons rebudes va arribar a les 800.

Les dates i les seus de les gales són les següents:

- Semifinal 1: el 21 de gener de 2012 a la ciutat d'Ørland.
- Semifinal 2: el 28 de gener de 2012 a la ciutat de Larvik.
- Semifinal 3: el 4 de febrer de 2012 a la ciutat de Florø.
- Final: l'11 de febrer de 2012 al Spektrum de la capital, Oslo.

## Candidats
Els 24 candidats anunciats periòdicament fins a completar la llista total el 16 de desembre de 2011 són:

- Irresistible
- Malin Reitan, qui ja va representar Noruega al Festival Júnior d'Eurovisió de 2005.
- Isabel Ødegård
- Nora Foss al-Jabri
- Plumbo
- Minnie Oh
- Marthe Valle
- Kim André Rysstad
- Rudi Myntevik
- Reidun Sæther
- Yaseen Asher & Julie Maria Dahl
- The Canoes
- Lisa Stokke
- The Carburetors
- Lise Karlsnes
- Håvard Lothe Band
- United
- Cocktail Slippers
- Tooji
- Rikke Normann
- Silya Nymoen
- Tommy Fredvang
- Rikke Lie
- Petter Øien & Bobby Bare

## Resultats
- Semifinal 1: 21 de gener de 2012.

1. Irresistible - Elevator

2. Kim André Rysstad - Så vidunderlig

3. Reidun Sæther - High on love - qualificat

4. Rudi Myntevik - You break it, you own it

5. Lisa Stokke - With love

6. United - Little Bobbi

7. Nora Foss Al-Jabri - Somewhere beautiful - qualificat

8. The Carburetors - Don't touch the flame - qualificat

- Semifinal 2: 28 de gener de 2012.

1. Cocktail Slippers - Keeps on dancing

2. Isabel Ødegård - I’ve got you

3. Tommy Fredvang - Make it better - qualificat

4. Rikke Lie - Another heartache

5. Malin Reitan - Crush - qualificat

6. Plumbo - Ola Nordmann - qualificat

7. Minnie-Oh - You and I

8. Rikke Normann - Shapeshifter